# مناطق العراق
منطقة العراق هو إحدى وحداتها التي أنشأها دستور العراق الذي اقر في تشرين الأول 2005. قانون يتيح للأقاليم فرصة لتشكيل منطقة حكم ذاتى عن طريق الاستفتاء وفقا للفصل الخامس، الجزء الأول :-
- الجزء الأول :- مناطق مناطق البلاد ومستقبل العراق الذي سينشأ من محافظات العراق ال 18 الحالية (أو المحافظات). من حق أي محافظة واحدة، أو مجموعة من المحافظات، أن تطلب الاعتراف بها كمنطقة، مع بذل مثل هذا الطلب من قبل أي من ثلثي أعضاء المجالس المحلية في المحافظات المعنية أو من قبل عشر واحدة من الناخبين المسجلين في المحافظة (s) في السؤال.

المنطقة الوحيدة في العراق هي منطقة كردستان العراق، التي تم الاعتراف بها كمنطقة بموجب المادة 113 من الدستور. في كانون الثاني 2009 فشل حملة عريضة لاجراء استفتاء لجعل البصرة منطقة لجمع توقيعات كافية.